# East Cass (Minnesota)
East Cass es un territorio no organizado ubicado en el condado de Cass en el estado estadounidense de Minnesota. En el Censo de 2010 tenía una población de 62 habitantes y una densidad poblacional de 0,66 personas por km².

## Geografía
East Cass se encuentra ubicado en las coordenadas 47°5′40″N 93°50′57″O / 47.09444, -93.84917. Según la Oficina del Censo de los Estados Unidos, East Cass tiene una superficie total de 93.44 km², de la cual 85.49 km² corresponden a tierra firme y (8.51%) 7.95 km² es agua.

## Demografía
Según el censo de 2010, había 62 personas residiendo en East Cass. La densidad de población era de 0,66 hab./km². De los 62 habitantes, East Cass estaba compuesto por el 93.55% blancos, el 0% eran afroamericanos, el 6.45% eran amerindios, el 0% eran asiáticos, el 0% eran isleños del Pacífico, el 0% eran de otras razas y el 0% pertenecían a dos o más razas. Del total de la población el 0% eran hispanos o latinos de cualquier raza.